# Eberhard Gock

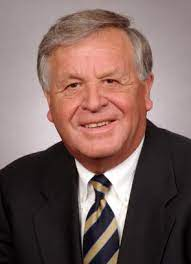
Eberhard Gock (2015)

Eberhard Gock (* 22. Februar 1937 in Staßfurt; † 28. September 2016 in Goslar) war ein deutscher Ingenieurwissenschaftler und 1989 bis 2007 Lehrstuhlinhaber am Institut für Aufbereitung, Deponietechnik und Geomechanik (IFAD) der TU Clausthal sowie Autor und Co-Autor zahlreicher Publikationen seines Fachgebietes.

## Leben
Der Sohn des Ingenieurs, Otto Gock, besuchte von 1943 bis 1955 die Grund- und die Oberschule in Staßfurt. 1956 machte Eberhard Gock sein Abitur an der Sophie-Scholl-Oberschule in Berlin-Schöneberg. Nach einem Praktikum in Gewinnungs- und Veredlungsbetrieben des Kali-, Erz- und Kohlebergbaus sowie der Erdölindustrie studierte Gock von 1958 bis 1966 an der TU Berlin zuerst Geologie und dann Bergbau; in seiner 1966 abgeschlossenen Diplomarbeit am Fachgebiet für Aufbereitung und Veredlungstechnik beschäftigte er sich mit der Flotation eines Blei-Zink-Erzes aus Bad Grund und dem Entwurf einer Aufbereitungsanlage. Zwei Jahre später wurde er von der TU Berlin mit der Dissertation „Beitrag zur mechanischen Aktivierung von Titanomagnesit“ zum Dr.-Ing. promoviert. 1974 heiratete er die Slawistin Anna Gock, geb. Hank. Seit seiner Dissertation spielte die Erforschung der Schwingmahlung bei der Aufbereitung mineralischer Roh- und Reststoffe aus der Perspektive der Mechanochemie im wissenschaftlichen Schaffen Gocks eine zentrale Rolle: Als entscheidender Schritt erwies sich seine 1977 dem Fachbereich Bergbau und Geowissenschaften der TU Berlin vorgelegte Habilitationsschrift „Beeinflussung des Löseverhaltens sulfidischer Rohstoffe durch Festkörperreaktionen bei der Schwingmahlung“. die auch Forschungsarbeiten zur Mechanik von Rohrschwingmühlen und ihrer effizienteren Gestaltung auslöste. 1983 schlägt Gock mit der Gründung des Fachgebietes „Rohstofftechnik“ an der TU Berlin eine Brücke zwischen dem Chemieingenieurwesen, der Verfahrenstechnik, der Technischen Mechanik sowie den Montan- und Geowissenschaften. Von der TU Berlin erhielt Gock 1986 eine Forschungsprofessur auf Zeit mit dem wissenschaftlichen Schwerpunkt „Chemische Aufbereitung“ und leitete bis zu seiner drei Jahre später erfolgten Berufung an die TU Clausthal ein interdisziplinäres Forschungsteam aus Chemikern, Geologen, Mineralogen, Mechanik-, Verfahrens- und Bergbauingenieuren.
In Clausthal erhielt Gock Lehrstuhl für Aufbereitung in Nachfolge von Albert Bahr. Gock hatte, der mit Klaus Schönert das Institut für Aufbereitung und Veredelung leitete, maßgeblichen Anteil an der strategischen Neuorientierung zum Institut für Aufbereitung und Deponietechnik, dem im Studiengang Rohstoff- und Geotechnik des Fachbereichs Bergbau und Rohstoffe eine tragende Rolle in Lehre und Forschung zukommt: Im September 2017 konnte das aus drei Lehrstühlen bestehende Institut für Aufbereitung, Deponietechnik und Geomechanik (IFAD) das 90-jährige Bestehen feiern. Auf Gocks Emeritierung 2007 folgte im Januar 2008 Daniel Goldmann (Lehrstuhl für Rohstoffaufbereitung und Recycling).
Mit großem Erfolg, der auch international zur Geltung kam, integrierte Gock die Chemische Aufbereitung von Roh- und Reststoffen in den disziplinären Rahmen der Umweltverfahrenstechnik. Dies äußert sich nicht nur in mehr als 30 von ihm betreuten Dissertationen, sondern in über 30 Patenten, zumeist im Bereich der Hydrometallurgie; dabei spielte die Effizienzsteigerung von Rohrschwingmühlen seit Ende der 1970er Jahre sowohl in wissenschaftlicher als auch in technischer Hinsicht eine entscheidende Rolle: Als Beispiel hierfür sei die von Gock betreute Dissertation „Zur inneren Kinematik und Kinetik von Rohrschwingmühlen“ von Karl-Eugen Kurrer und die Entwicklung der Drehkammer-Schwingmühle benannt, die 1988/89 zur Einrohr-Schwingmühle mit Kammerrad und 1993/94 schließlich zur 1996 patentierten Exzenter-Schwingmühle führte. Mit der Zentrifugalrohrmühle wurde eine weitere Maschine für die Feinstzerkleinerung am Lehrstuhl von Gock entwickelt.
Unter seiner Leitung entstanden zahlreiche Forschungs- und Entwicklungsarbeiten im Bereich der Aufbereitung bzw. des Recyclings von Abfällen aus der Rohstoffgewinnung: Schlammteiche des Barytbergbaus, Halden des Buntmetallerzbergbaus, der Elektronikschrottverwertung (Filterstäube), der Getränkeindustrie (Filterschlämme), der chemischen Verfahrenstechnik (Phosphatierlösungen aus dem Korrosionsschutz, H2SO4 aus der TiO2-Pigmentherstellung) und der Stahlmetallurgie (Entzinkung von Stahlschrott). Sämtliche Arbeiten zeugen vom hohen Stand der Aufbereitungs- bzw. Verfahrenstechnik als praxisorientierte Prozesswissenschaft. Gocks wissenschaftlich-technisches Œuvre zeigte, dass zu den in der Vergangenheit im Mittelpunkt stehenden mechanischen Aufbereitungsverfahren heute durch die immer komplizierter werdenden Stoffsysteme Aufbereitungsprozesse ohne chemische Verfahren nicht mehr denkbar sind.

## Ehrungen
- Für die Erfindung und Entwicklung der Exzenter-Schwingmühle wurde Gock 1998 mit dem Technologietransferpreis der Industrie- und Handelskammer Braunschweig ausgezeichnet.[26][27]
- Zusammen mit Otto Carlowitz nahm Gock für das Clausthaler Verbundprojekt „Entzinken von Stahlschrotten“ den Deutschen Rohstoffeffizienz-Preis 2012 entgegen.[28]